# حسين محمد
حسين محمد الكندري، (1950-) لاعب كرة قدم كويتي سابق. وقد كان يلعب مع نادي كاظمة كظهير أيسر، ولعب بمنتخب الكويت والمنتخب العسكري. كان يلعب في خط وسط المنتخب الكويتي كما لعب في الدفاع والهجوم، وعندما تقتضي الحاجة يلعب كحارس مرمى، ويسمى باللاعب «الجوكر» الذي يمكنه اللعب في أي مركز بالفريق، ويجيد اللعب بكلتا قدميه.

## بداياته
بدء اللعب في دوري مدارس الابتدائي عندما كان في الإسكندرية تلميذاً في مدرسة فكتوريا بالإسكندرية، كما لعب مع منتخب الإسكندرية للمدارس الثانوية عام 1963م، وانضم لنادي كاظمة عام1964م-1965م لفريق الناشئين وكان يسافر من الإسكندرية إلى الكويت للمشاركة في المباريات والعودة مرة أخرى ألى الإسكندرية حتى استقر في الكويت عام 1968م».

## المشاركات في كأس الخليج
شارك حسين محمد في خليجي 2, 3, و4 , وقد اعتزل اللعب دوليا عام 1977 

### كأس الخليج 1974
و قد سجل هدف في مرمى منتخب الإمارات لكرة القدم.

### كأس الخليج 1976
و قد سجل هدف في مرمى منتخب عمان لكرة القدم.

## قصة حراسته للمرمي
في دورة الألعاب الآسيوية في طهران عام 1974 أصيب الحارس الأساسي لمنتخب الكويت أحمد الطرابلسي ولم يكن الحارس الاحتياطي محمد عبدالحميد جاهز للعب لضعف نظره وذلك قبل لقاء المنتخب الكوري الجنوبي فتم تكليف اللاعب حسين محمد بمهام حراسة المنتخب وأبدع وفاز منتخب الكويت على كوريا 4 / صفر.

## إعتزاله
اعتزل اللاعب حسين محمد اللعب امام نادي الاهلي المصري عام 1987.

## حياته الشخصية
- يعتبر رجل أعمال ناجح.
- حاصل على شهادة الدكتوراه في العلوم السياسية.
- حاصل على شهادة في الاقتصاد.